# جمعية النباتيين (المملكة المتحدة)
جمعية النباتيين في المملكة المتحدة تعد أقدم جمعية خيرية تهتم بالطعام النباتي بالعالم، تأسست عام 1944 شهر نوفمبر من دوالد واطسون و24 شخص اخرون. أسس واتسون ورفاقة اليوم العالمي للنباتيين والذي يحتفل به العالم في 1 نوفمبر من كل عام.